# Колмен, Сэмюэл
Сэмюэл Колмен (англ. Samuel Colman; 4 марта 1832, Портленд, Мэн — 26 марта 1920) — американский художник-пейзажист.

## Биография
Сэмюэл Колмен родился 4 марта 1832 года в городе Портленде (штат Мэн).
Будучи ещё мальчиком, рисовал с натуры преимущественно виды Нью-Йоркского порта, реки Гудзон и озера Георгия. В 1854 году он открыл собственную студию в Нью-Йорке. В 1860 отправился в Европу и в течение двух лет писал этюды во Франции и Испании, а затем работал в Париже и Риме. В 1876 году провёл в Нью-Йорке выставку 45 своих произведений — результат его путешествий по Франции, Швейцарии, Пиренейскому полуострову и Северной Африке. В 1862 году Нью-йоркская академия художеств избрала его в свои члены, вскоре после чего им было основано Американское общество акварелистов. Он же стал его первым президентом.
Ландшафты, архитектурные виды и картины морских прибрежий этого художника верно передают природу и очень привлекательны по краскам, особенно когда исполнены акварелью, однако иногда слишком детализированы.
Сэмюэл Колмен умер 26 марта 1920 года в городе Нью-Йорке.